# Paço de Arcos
Paço de Arcos is een plaats en freguesia in de Portugese gemeente Oeiras en telt 28.000 inwoners (2001).